# Dallas (Texas)
Dallas is de op twee na grootste stad van de staat Texas (na Houston en San Antonio), met 1,2 miljoen inwoners in de stad zelf en 6,5 miljoen inwoners in de agglomeratie met onder meer Arlington en Fort Worth. Daarmee is de agglomeratie qua bevolkingsomvang de vierde van de Verenigde Staten. Daarnaast is het een van de meest diverse Amerikaanse steden.

## Geschiedenis
Dallas ontstond in 1841 en is mogelijk vernoemd naar vicepresident George M. Dallas. John Neely Bryan bouwde in dat jaar een huisje nabij de Trinity River en begon er een veerdienst. Zijn huisje staat nog altijd in het centrum van Dallas. In 1856 werd het aangemerkt als stad.
In Dallas werd op 22 november 1963 president John F. Kennedy tijdens een rijtoer vermoord, vermoedelijk door Lee Harvey Oswald.
Op 7 juli 2016 werden in de stad 12 politieagenten neergeschoten bij een aanslag. Vijf van hen overleefden dit niet.

## Demografie
Van de bevolking is 8,6% ouder dan 65 jaar en bestaat voor 32,9% uit eenpersoonshuishoudens. De werkloosheid bedraagt 4% (cijfers volkstelling 2000).
Ongeveer 35,6% van de bevolking van Dallas bestaat uit hispanics en latino's, 25,9% is van Afrikaanse oorsprong en 2,7% van Aziatische oorsprong.
Het aantal inwoners van Dallas steeg van 1.006.646 in 1990 tot 1.188.580 in 2000.

## Media
The Dallas Morning News is de enige grote krant van Dallas en omgeving. De krant heeft rond de half miljoen abonnees en behoort daarmee tot de top twintig in de Verenigde Staten.

## Musea
- Dallas Museum of Art
- George W. Bush Presidential Library
- Nasher Sculpture Center
- The Dallas Center for Contemporary Art
- The Trammel & Margaret Crow Collection of Asian Art

## Bezienswaardigheden
- Sixth Floor Museum in the Dallas County Administration Building (voorheen Texas School Book Depository), vanuit dit pand zou Lee Harvey Oswald op John F. Kennedy hebben geschoten,
- Neiman-Marcus, warenhuisketen die hier haar oorsprong vond,
- Southfork Ranch, woonhuis van de familie Ewing uit de populaire televisieserie Dallas.
- Eye, een 9,1 m grote replica van een oogbal.

## Klimaat
In januari is de gemiddelde temperatuur 7,0 °C, in juli is dat 29,9 °C. Jaarlijks valt er gemiddeld 916,4 mm neerslag (gegevens op basis van de meetperiode 1961-1990).

## Vervoer
Dallas is een knooppunt van de snelwegen 20, 30, 35E en 40. Daarnaast is Dallas ook een groot knooppunt voor de spoorwegen. Dallas kent vier vliegvelden, waarvan Dallas/Fort Worth International Airport veruit de grootste is. 
De regio wordt bediend door het lightrailnet Dallas Area Rapid Transit (DART) dat bestaat uit vier lijnen van in totaal 149,7 km die de noordelijke buitenwijken, de wijken in Zuid-Dallas en de luchthaven Dallas/ Fort Worth verbinden met het centrum van Dallas. Na de opheffing van het vorige trambedrijf in 1956 is er sinds 2015 weer een korte tramlijn van bijna 4 kilometer tussen het centrum van Dallas en Oak Cliff.

## Sport
Dallas heeft drie sportclubs die uitkomen in een van de vier grootste Amerikaanse profsporten. Het gaat om:
- Dallas Stars (ijshockey)
- Dallas Mavericks (basketbal)
- Dallas Cowboys (American football)

Daarnaast speelt voetbalclub FC Dallas in de Major League Soccer.
Dallas was met stadion Cotton Bowl in 1994 speelstad voor het WK voetbal.

## Trivia
De stad kreeg meer naamsbekendheid wereldwijd door de gelijknamige televisieserie, die zich voornamelijk in de jaren 80 afspeelde, Dallas.

## Stedenbanden
- Brno (Tsjechië)
- Dijon (Frankrijk)
- Kirkoek (Irak)
- Monterrey (Mexico)
- Riga (Letland)
- Saratov (Rusland)
- Sendai (Japan)
- Taipei (Taiwan)
- Tianjin, (China)
- Qingdao, (China)
- Dalian, (China)
- Nanjing, (China)
- Trujillo, (Peru)
- Taguig City, (Filipijnen)[1]

## Galerij

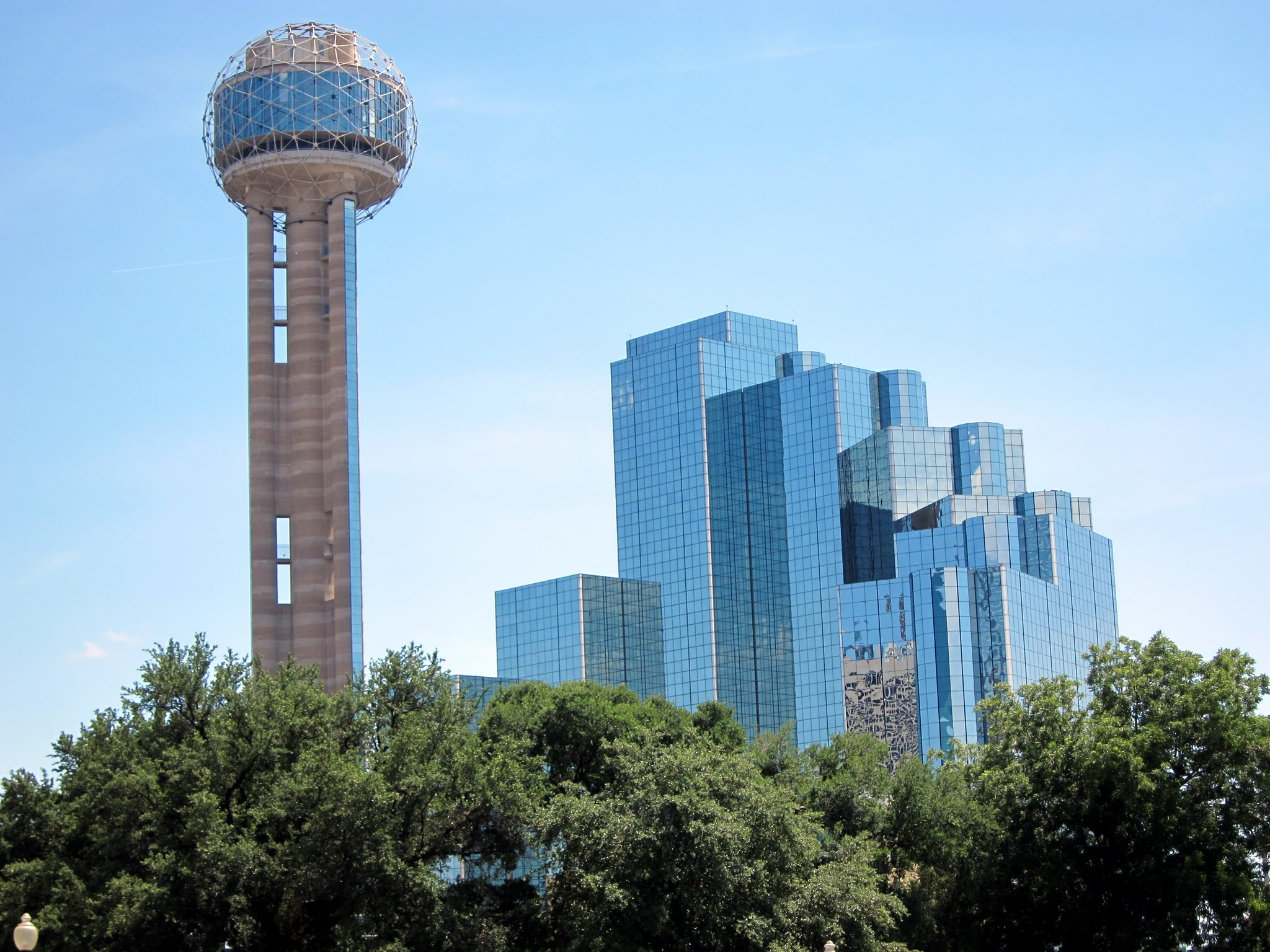
Reunion Tower in West End
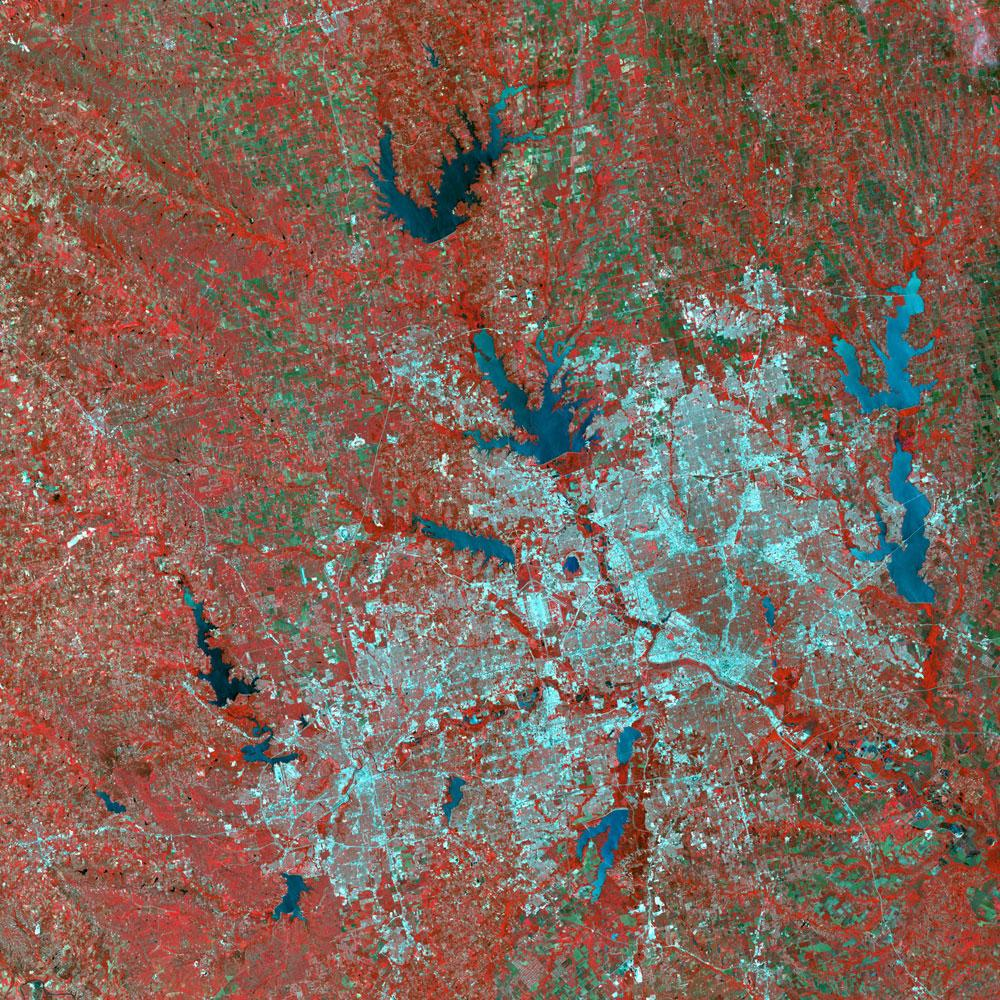
Een satellietbeeld in valse kleuren van Dallas en Fort Worth, genomen door NASA's satelliet Landsat-7. Dallas is de rechterhelft van het stedelijk gebied
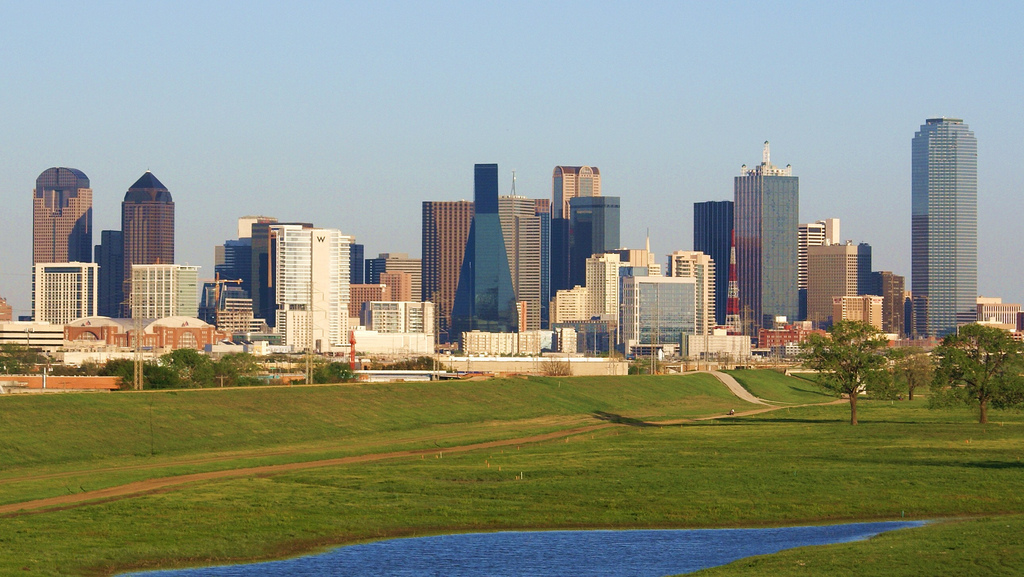
De skyline van Dallas vanaf Reunion Tower